# Anomala niasiana
Anomala niasiana är en skalbaggsart som beskrevs av Ohaus 1916. Anomala niasiana ingår i släktet Anomala och familjen Rutelidae. Inga underarter finns listade i Catalogue of Life.